# Las tortugas pinja
Las tortugas pinja es una película pornográfica argentina lanzada a video en 1990 producida por Victor Maytland basada libremente en la famosa serie de comics y películas de Las tortugas ninja, que se había vuelto una franquicia muy conocida en el momento que se filmó la cinta.

## Sinopsis
Un comando de mujeres liderado por ¨Trituradora¨ envenena al presidente de los Estados Unidos en su visita a la Argentina. Sus efectos sexuales son devastadores y los agentes enviados son exterminados.
El presidente decide enviar a Buenos Aires a las Tortugas Pinjas para acabar con todas ellas.

## Historia
Desde 1989, Víctor Maytland estuvo experimentando bastante con el cine erótico y pornográfico, basándose bastante en películas del mercado estadounidense como Garganta profunda o Detrás de la puerta verde, estrenadas en 1972, todo esto mientras Maytland había viajado a Estados Unidos, descubriendo que es a lo que realmente le gustaría dedicarse, luego de trabajar junto a Pino Solanas y Armando Bó en varias películas a través de los años 60 y 70s. 

A principios de los 90s, se empezó a filmar Las tortugas pinja, junto a un casting en el que se habían presentado 800 hombres, eligiéndose actores nada conocidos para el ojo público actual, y hasta de ese momento, aparte de una producción muy casera (aunque sin llegar al underground) en la que el audio de los actores tuvo que sustituirse en una sala de doblaje, debido a la falta de profesionalidad de estos, y aparte de filmarse en ciertas locaciones donde los actores y hasta el propio director, tenían vergüenza para filmar, debido a ser estos lugares muy públicos para un filme de ese estilo, aunque a pesar de todo, se corría el rumor en esos barrios de que una película relacionada con Las Tortugas Ninja estaba en proceso de filmación, por lo que la gente y en especial niños que venían para que los actores les firmaran un autógrafo o se sacaran una foto con ellos, no se hicieron esperar. 

A pesar de esta popularidad otorgada en medio de las filmaciones, el director impedía que los actores hablaran públicamente debido a que se especulaba la posibilidad de que estos fueran norteamericanos.

## Recepción
En su momento, la película vendió 50.000 ejemplares en VHS, vendiéndose hasta en varios puestos de kioskos debido a la popularidad de esta, siendo este un número bastante significativo para la época, aunque se desconoce cuánto recaudó en su momento, y su presupuesto en general.

## Crítica
En el número 17 de la revista El Amante, publicado en 1993, Guillermo Ravaschino habló sobre el sonido y el doblaje de los actores empleado en la película:

Las Tortugas Pinjas cuenta con un infamante trabajo de post-sonorización. Si el mayor gancho del rubro era ofrecer imagen y voz argentina (el público de nuestras pampas no sólo aspira –por suerte- en El Lado Oscuro del Corazón), se ha despreciado esta veta con un doblaje completamente fuera de sincronismo, a cargo de locutores que, encima, aportan un tono de voz que no pega ni por asomo con los atorrantes que se ven en pantalla.

## Legado
La misma se puede tomar como una suerte de parodia porno, debido a varios chistes que hacen referencias a la franquicia ya mencionada de Las Tortugas Ninja, o también a lo bizarro de estos personajes, como el hecho de que las tortugas digan "Konchadunga" en vez de "Cowabunga"; sumado a que en algunas escenas apareciera un personaje llamado Manuelita, siendo una clara parodia a la clásica canción creada por María Elena Walsh.
Hasta el día de hoy, la película sigue teniendo bastante popularidad en internet por lo bizarro de sus escenas y la falta de sentido y coherencia de su historia que, hasta para el mismo director, no cumplen su objetivo de estimular sexualmente al espectador, siendo filmes que no se pasaban en cines para adultos para, según él, no cortar el ambiente, al igual que otras películas de su filmografía como Los Porno Sin Son (1992) y Los Pinjapiedras (1991).
El 7 de septiembre de 2015, un usuario de la página idea.me con el nombre de RadioHotVenus creó un proyecto para financiar la secuela de Las Tortugas Pinja, con la idea de rendirle homenaje a la primera parte, junto con gastos referidos a efectos especiales, música original, pagos para el elenco, etcétera, aunque el mismo no pudo hacerse realidad. Con el fallecimiento de Víctor Maytland en 2022, es difícil de que algún director o casa productora de esa índole se interese en la idea de hacer una secuela en la actualidad.

## Reparto
- Dallas Wayne - Rafa
- Fanny Garlan - Sheila
- Frank Lorenzo - Leo
- Kevin Brian - Mike
- Michael Robert - Donny
- Lily Neilen - Jefa
- Samantha Ray - Tamara
- Nicolas Ferry - Agente

## Escenas
La película presenta un total de diez escenas sexuales cuyos participantes que se detallan a continuación:
- Escena 1.	Fanny Garlan, Lily Neilen, Samantha Ray, Nicolas Ferry
- Escena 2.	Chica, chico
- Escena 3.	Fanny Garlan, Lily Neilen, Samantha Ray, Kevin Brian
- Escena 4.	Marcia Lucero, Michael Robert
- Escena 5.	Fanny Garlan, Samantha Ray, Dallas Wayne, Michael Robert
- Escena 6.	Marcia Lucero, Dallas Wayne, Frank Lorenzo, Michael Robert
- Escena 7.	Lily Neilen, Marcia Lucero
- Escena 8. Lily Neilen, Dallas Wayne, Frank Lorenzo, Kevin Brian, Michael Robert

- Datos: Q123860753